# Mathilde Block
Pour les articles homonymes, voir Block.
Mathilde Block ou Mathilde Block-Niendorff, née le 10 juillet 1850 à Niendorf an der Stecknitz et morte le 21 juin 1932 à Pinneberg, est une peintre et brodeuse allemande. Ses œuvres d'art et ses peintures vont des portraits au crayon aux courtepointes brodées et ont été montrées dans de nombreuses expositions en Allemagne et à travers le monde. Ses thèmes sont souvent religieux et son style rappelle les Préraphaélites et les Nazaréens.

## Biographie
Auguste Betty Julie Mathilde Block est née le 10 juillet 1850 à Niendorf an der Stecknitz dans le duché de Saxe-Lauenbourg. Elle est l'aînée des trois enfants de Julius Friedrich Block (1806-1854), pasteur dans une église catholique romaine locale, et d'Auguste Henriette Wilhelmine Rosa (1819-1908). Son père meurt alors qu'elle a trois ans et sa mère emménage alors, avec ses trois enfants en bas âge dans une maison construite pour la famille,,.
Mathilde Block dessine depuis qu'elle est petite. Le plus ancien dessin d'elle dont on dispose, Cinq portraits d'agriculteurs de Niendorf, aurait été dessiné alors qu'elle avait douze ans. Elle fréquente la première année de l'école secondaire pour filles de Johanna Kuss à Ratzebourg pendant un an et demi. De retour à Niendorf, à l'âge de seize ans, elle travaille comme garde d'enfants pendant deux ans et demi. Puis, pour soutenir sa mère, elle prend un poste mieux rémunéré de gouvernante à Burg Stargard. Elle y reste quatre ans et demi.

### Carrière
En octobre 1875, Mathilde Block se rend à Berlin avec l'intention de suivre une formation artistique. En Prusse, cependant, les femmes n'ont pas accès aux académies d'art jusqu'en 1919. Seule l'Association Lette (de) fondée par Wilhelm Adolf Lette à Berlin offre ce type de formation aux femmes célibataires dès 1872. Cette association pour la promotion de l'emploi féminin est placée sous le protectorat de la princesse héritière Victoria de Prusse. L'association ouvre aux femmes des champs professionnels qui leur sont autrement inaccessibles. Mathilde Block bénéficie d'une sorte de bourse dont la princesse Victoria fait bénéficier quelque 159 étudiants, parmi les 1 043 inscrits, pour soutenir des personnes particulièrement douées mais sans moyens financiers.
Parallèlement, jusqu'au 1er juillet 1877, elle suit également des cours à l'école de dessin de l'Association des femmes artistes de Berlin. En reconnaissance de ses efforts et des succès qu'elle a obtenus, elle reçoit une médaille d'argent de la Lette-Verein en janvier 1877. En septembre 1877, elle postule à l'Académie prussienne des arts pour être professeure de dessin et passe l'examen avec succès. Elle travaille comme professeure de dessin à Berlin, pendant ce temps, elle prend des cours particuliers avec Gustav Graef,.
Le 4 mars 1878, Mathilde Block qui, malgré les cours qu'elle donne, dispose de faible revenus, reçoit une bourse de deux ans du Landscape Collegium de l'arrondissement du duché de Lauenbourg à Ratzebourg, avec effet rétroactif au début de l'année, « pour continuer ses études en peinture ».
Parmi les autres peintres avec lesquels Mathilde Block suit des cours privés à Berlin au fil des ans, figurent Karl Gussow, Franz Skarbina et Friedrich Geselschap. En 1892, elle rejoint la Société des Amis de l'Académie des Arts (Die Akademie der Künste) dans laquelle elle reste jusqu'en 1927. Elle remporte trois prix dans les concours d'art de l'association.
En 1892, elle rejoint l'Association des femmes artistes de Berlin, à laquelle elle reste fidèle jusqu'en 1927. L'association soutient les artistes, entre autres, en leur octroyant des prêts. De 1905 jusqu'en 1916 au moins, Mathilde Block siège au comité de la caisse d'emprunt et de soutien. Elle est parfois mentionnée dans les documents de l'association sous le nom de Mathilde Block-Niendorf et signe parfois elle-même Block-Niendorff forme qui lui semble plus élégante. Elle aurait opté pour le double nom pour se distinguer d'une autre peintre.
Mathilde Block reçoit et accepte de nombreuses commandes de ou pour de églises. En 1888, elle crée un grand retable pour l'église St. Nicolai à Mölln, représentant la Crucifixion. Avec 3,14 mètres de haut et 1,66 mètre de large, c'est le plus grand qu'elle a réalisé. Il est restauré en 1998 ou 1999,.
Cette importante commande lui permet de voyager longuement en Italie. Elle séjourne aussi souvent à Munich et continue à suivre des cours privés avec Paul Nauen, entre autres, Wilhelm Dürr l'ancien (de) ou le fils de celui-ci Wilhelm Dürr le jeune (de). Elle se rend souvent à Pinneberg, où vivent sa sœur Thérèse et sa mère. Le maire de Pinneberg lui commande quatre tableaux dont trois sont suspendus dans la salle du conseil.
Elle pratique son art avec sérieux et application et travaille beaucoup. Elle se considère comme une artiste professionnelle et participe à de nombreuses expositions. Son style rappelle le travail des Préraphaélites et des Nazaréens.
Plusieurs musées en Allemagne possèdent des œuvres de Mathilde Block se trouvent dans plusieurs musées en Allemagne (Staatliches Museum Schwerin, Musée du district Duché de Lauenburg à Ratzeburg, Deutsches Schifffahrtsmuseum à Bremerhaven...), dans la salle du conseil de Pinneberg, des églises (St Nicolai (de)à Mölln, Cathédrale de Ratzebourg, St. Abundus de Lassahn, Marie-Madeleine à Mustin ...) et chez des collectionneurs privés.

### Décès
Mathilde Block meurt le 21 juin 1932 à Pinneberg où elle séjournait depuis plus de six mois. Elle est enterrée dans son ancien village de Niendorf, comme elle l'avait souhaité, dans le cimetière à côté de l'église où son père était pasteur.
En 1933, un an après sa mort, Thérèse Block organise une petite exposition à Pinneberg dans laquelle sont présentées les aquarelles de Mathilde. Le Pinneberger Tageblatt a fait l'éloge de l'exposition dans un article. On dispose de peu d'informations sur ses œuvres brodées. D'après le catalogue de l'exposition, elle présente des pièces brodées d'après ses propres tableaux à l'exposition universelle de St Louis en 1904 et une tapisserie murale Gobelin à l'exposition commerciale et industrielle d'Allemagne du nord à Lubeck en 1895,.

## Expositions (sélection)
Mathilde Block présente son travail dans de nombreuses expositions. Elle participe ainsi de façon régulière aux 
- expositions de l'Académie des arts de Berlin (1888, 1889, 1891)
- Grandes expositions d'art de Berlin (1893, 1895, 1897, 1899, 1901, 1902, 1906, 1907, 1908, 1909, 1913, 1916 et 1918)
- et celles de l'Association des femmes artistes de Berlin (1892, 1894, 1898, 1901)[10],[11].

et de façon plus occasionnelle à :
- 1891 : Exposition internationale organisée par l'Association des artistes berlinois à l'occasion de son cinquantième anniversaire (Aquarelle Auf der Reise)[11]
- 1891 : 5e exposition de l'association artistique de Poznań[12]
- 1893 : Exposition universelle de 1893, Chicago[13]
- 1895 : Exposition commerciale et industrielle d'Allemagne du nord (de), Lübeck
- 1904 : Exposition universelle de 1904 à St Louis[9]

### À titre posthume
- 1933 : Une exposition à Pinneberg, organisée par sa sœur Thérèse Block, dans laquelle sont présentées ses aquarelles.

## Œuvres (sélection)
- 1862 : Fünf Köpfe Niendorfer Bauern (Cinq têtes de fermiers de Niendorf ; crayon ).
- 1879 : Bildnis eines jungen Mädchens ( Portrait de jeune fille ; pastel ).
- 1884 : Damenporträt (portrait d'une femme ; huile sur toile) - Staatliches Museum Schwerin.
- 1885 : Christus am Kreuz (Christ en croix ; huile sur toile) - Église Saint-Georges-sur-le-Mont (de) (Ratzebourg).
- 1886 : Porträt des Pastors Adolf Moraht (de) (portrait du pasteur Adolf Moraht ; huile sur toile)
- 1887: Porträt des Landschaftsrates Oskar Ferdinand von Walcke-Schuldt auf Goldensee (Portrait du conseiller Oskar Ferdinand von Walcke-Schuldt auf Goldensee, hule sur toile), Musée du district Duché de Lauenburg, Ratzebourg
- 1895 : Tapisserie murale Gobelin avec broderies
- 1897 : Bethlehemitin (aquarelle)
- 1898 : Triptyque : Disciple d'Emmaüs, Christ ressuscité, Femmes au tombeau, huile sur toile, église St.Abundus Lassahn[14]
- 1906 : La Cène (huile sur toile), offerte par Mathilde Block comme retable pour l'église Sainte-Anne, Niendorf (retiré de l'église en 1964)

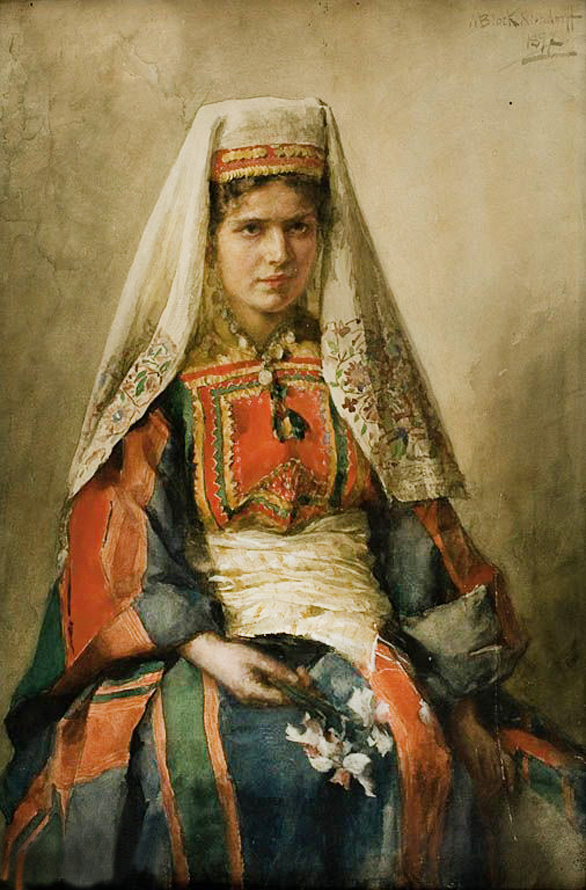
Bethléemitine de Mathilde Block (1897)
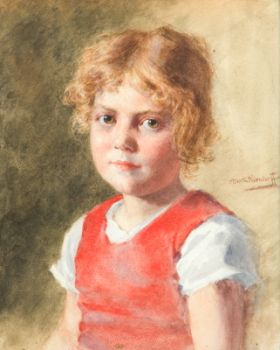
Brustporträt eines kleinen Mädchens
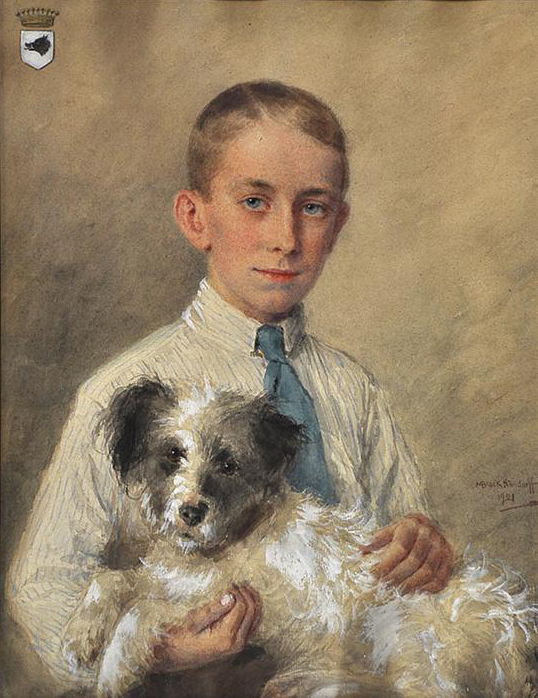
Jugendbildnis des Grafen Albrecht von Hardenberg (1921)
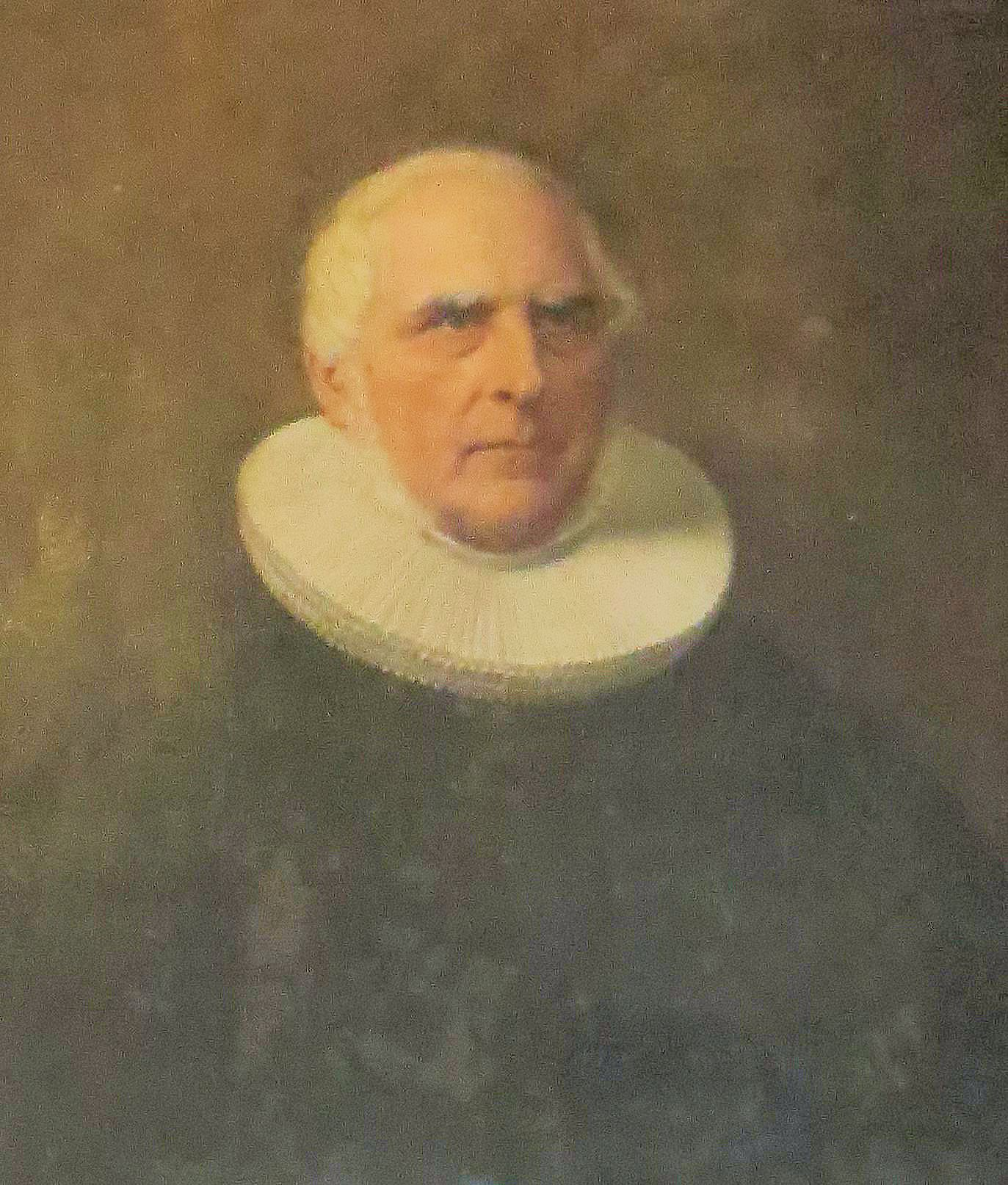
Portrait de Johannes Rußwurm (1892)
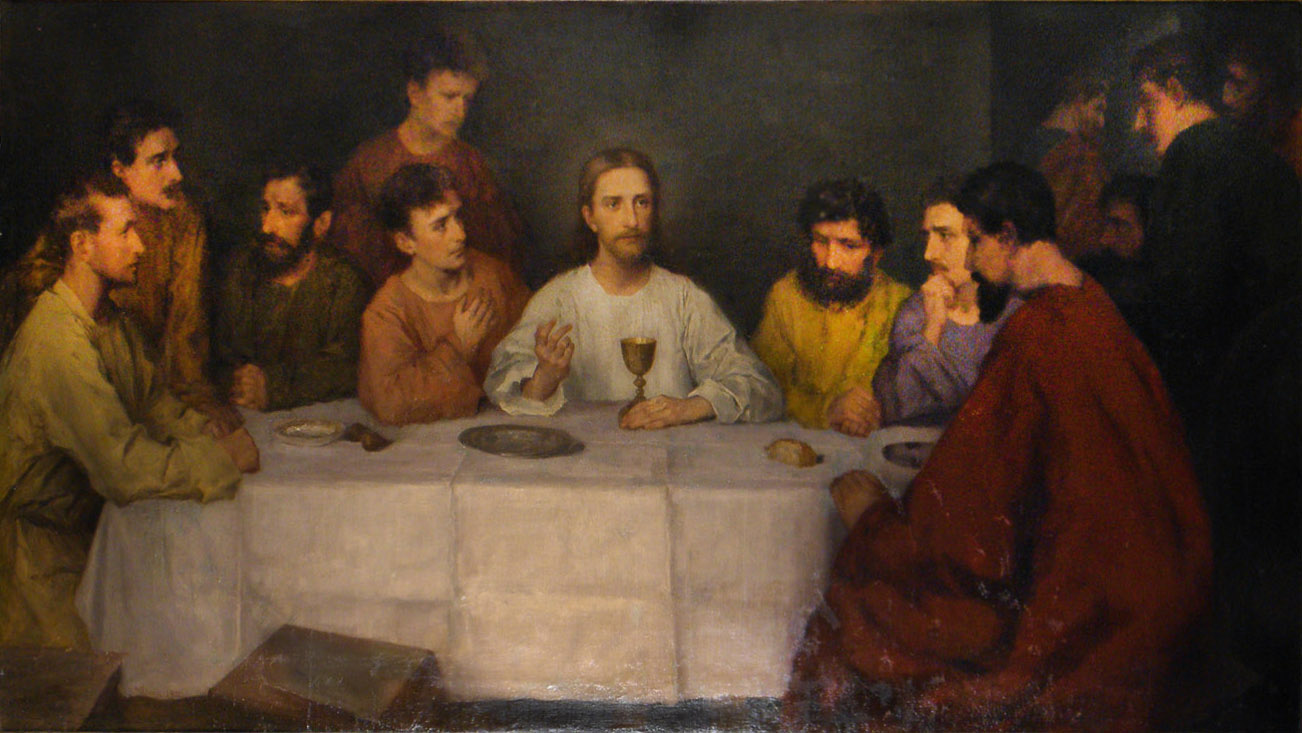
Das Abendmahl (1906)
Portrait d'Oskar Ferdinand von Walcke-Schuldt (1887)